# Новомиколаївський ботанічний заказник
Ботанічний заказник місцевого значення «Новомиколаївський» — ботанічний заказник місцевого значення. Об'єкт розташований на території Шевченківської селищної громади та Кіндрашівської сільської громади Куп'янського району Харківської області, село Новомиколаївка.
Площа — 47,7 га, статус отриманий у 1995 році.

## Опис
Ботанічний заказник місцевого значення «Новомиколаївський» створений для збереження і відтворення природного комплексу рідкісних та зникаючих видів рослин у балці Сараневата (басейн річки Русочка). Розташування заказника: східна частина заказника — 24,7 га розміщена урочищі Клепки на території Смородьківської сільської ради Куп'янського району, а західна частина — 23 га розміщена в балці Сараневата Новомиколаївської сільської ради Шевченківського району Харківської області.
У ботанічному заказнику охороняються рослини: костриці вазелійської, стоколосу прибережного, тонконогу вузьколистого, шавлії пониклої, астрагалу еспарцетного. У степовій частині заказника ростуть карагана кущова (дереза), вишня степова, терен степовий, мигдаль низький та тимофіївка степова, перлівка трансільванська) і різнотрав'я — лабазник звичайний, маренка рожева, гострокильник волосистий, роман напівфарбувальний, залізняк колючий, залізняк бульбастий.
З лікарських рослин поширені буквиця аптечна, звіробій звичайний,  шавлія лікарська та інші.
Тут охороняються рослини, які занесені до Червоної книги ковила волосиста (тирса)ковила Лессінга; ковила периста (ковила пірчаста); сон лучний (сон чорніючий, сон-трава чорніюча),
7 видів рослин, які охороняються в заказнику, занесені до Червоного списку Харківської області: астрагал пухнастоквітковий, анемона лісова, гіацинтик блідий, горицвіт весняний, ломиніс цілолистий, шавлія австрійська, шавлія ефіопська.
Крім цього в заказнику водяться байбак, лунь болотяний, канюк звичайний, ремез, очеретянка велика, плиска жовтоголова, сорока звичайна, зозуля, куріпка сіра, вівсянка садова, чекан луговий, камінка звичайна, славка садова і бджолоїдка звичайна.